# Metilciclopropano
El metilciclopropano es un compuesto orgánico de fórmula molecular C4H8.